# 艾雲·泰希奧
艾雲·泰希奧（Alvin Tehau，1989年4月10日—），大溪地足球員，司任左中場或前鋒。在2012年大洋洲國家杯中，他取得4個入球，並協助球隊贏得國家隊歷史性上首個的錦標。他也是國家隊成員的弟弟，也是的堂兄。